# كول هيرك
كول هيرك (بالإنجليزية: Kool Herc)‏ المهاجر الجامايكي ودي جي هو أول من ابتكر الايقاعات السريعة لموسيقى هيب هوب أو الراب. وصل إلى نيويورك وعمرة 13 سنة وبدأ في تقديم حفلات غنائية مجانية منذ عام 1970 في حي برونكس في مدينة نيويورك ومن هذا الحي بدا الانتشار وكانت أغلب الإلحان في عقد السبعينات له.

## روابط خارجية
- كول هيرك على موقع IMDb (الإنجليزية)
- كول هيرك على موقع الموسوعة البريطانية (الإنجليزية)
- كول هيرك على موقع ميوزك برينز (الإنجليزية)
- كول هيرك على موقع أول ميوزيك (الإنجليزية)
- كول هيرك على موقع ديسكوغز (الإنجليزية)
- كول هيرك على موقع ديسكوغز (الإنجليزية)